# Waltersdorf (Liebstadt)
Waltersdorf (bis zur Eingemeindung amtlich Waltersdorf b. Liebstadt) ist ein Ortsteil der sächsischen Stadt Liebstadt im Landkreis Sächsische Schweiz-Osterzgebirge.

## Geographie
Waltersdorf liegt in Form eines Reihendorfs „inmitten einer reizvollen Wiesenlandschaft“ ganz im Süden des Gemeindegebietes. Der Ort liegt auf einer Höhe von 501 m ü. NN, Anhöhen reichen vereinzelt bis auf 583 Meter.
Umgebende Ortschaften sind Döbra im Norden, Börnersdorf im Nordosten mit der Anschlussstelle Bad Gottleuba der Bundesautobahn 17, Breitenau im Südosten, Liebenau im Süden, Bärenstein im Südwesten und Börnchen sowie Dittersdorf im Westen.
Das Liebstädter Stadtzentrum liegt etwa fünf Kilometer nordnordöstlich, das von Glashütte knapp zehn Kilometer nordwestlich.

## Geschichte
Die urkundliche Ersterwähnung Waltersdorfs datiert auf das Jahr 1340 als „Walthersdorf“. Ortsname und Siedlungsform als Waldhufendorf deuten darauf hin, dass das Dorf von einem Lokator namens Walther zur Besiedlung eingeteilt wurde.
Der Besitzer der Herrschaft Bärenstein, Walzig von Bernstein, erwarb 1462 den kurfürstlichen Anteil derselben. In der Urkunde wurde der Ortsname „Waltersdorff“ geschrieben.
Bei der Bestätigung des Marktrechts von Liebstadt seitens des sächsischen Herzogs Georg des Bärtigen im Jahr 1505 fand „Walltersdorff“ Erwähnung.
Spätestens seit der Reformation war Waltersdorf nach Liebenau gepfarrt.
Das ursprünglich zum kursächsischen Amt Pirna gehörige Dorf wurde 1875 der Amtshauptmannschaft Dippoldiswalde zugeordnet, kam bei der Verwaltungsreform von 1952 zum Kreis Pirna. Am 1. März 1994 wurde die nur etwa 150 Einwohner zählende Gemeinde zur Stadt Liebstadt eingemeindet. Bei der im gleichen Jahr stattfindenden ersten sächsischen Kreisreform ging der Landkreis Pirna im Landkreis Sächsische Schweiz auf, der wiederum 14 Jahre später im Landkreis Sächsische Schweiz-Osterzgebirge aufging.

### Bevölkerungsentwicklung
Im Jahr 1551 hatte Waltersdorf 24 besessene Mann und 14 Inwohner.
Rund 200 Jahre später wirtschafteten 22 besessene Mann, 4 Gärtner und 2 Häusler im Ort. Fünf weitere Wirtschaften lagen ein Jahr nach dem Siebenjährigen Krieg (1756–1763) wüst. Mit 11½ Hufen Land war das Dorf bei 22 Besitzungen kleinbäuerlich.
Bei der ersten Volkszählung nach dem Beitritt des Königreichs Sachsen zum Deutschen Zollverein wurden für Waltersdorf 218 Einwohner im Jahr 1834 ermittelt. Bis zur Reichsgründung stieg die Zahl auf rund 250 an, fiel danach jedoch auf rund 210 Einwohner um die Jahrhundertwende. Im Jahr 1925 wieder auf 232 angestiegen, fiel die Zahl bis kurz vor Beginn des Zweiten Weltkriegs auf den vorherigen Stand zurück.
Nach Kriegsende wurden auch in Waltersdorf Flüchtlinge und Aussiedler untergebracht und die Bevölkerungszahl stieg kurzzeitig auf 270 im Jahr 1946 an. Bereits vier Jahre später lag sie bei 240 und 1964 gar unter 200.
Ende 1990 hatte die Gemeinde noch 161 Einwohner, drei Jahre später waren es 150.
| Jahr      | 1551 | 1834 | 1871 | 1890 | 1910 | 1925 | 1939 | 1946 | 1950 | 1964 | 1990 | 1993 |
| --------- | ---- | ---- | ---- | ---- | ---- | ---- | ---- | ---- | ---- | ---- | ---- | ---- |
| Einwohner | 038  | 218  | 248  | 214  | 213  | 232  | 209  | 270  | 240  | 194  | 161  | 150  |